# Біограф
Біо́граф (з давньогрецької βίος «життя» і γράφειν «писати») — автор описів життя (біографій).
Першим біографом у вузькому сенсі цього слова можна назвати історика четвертого століття до н. е. Ксенофонта.
Літературний біограф займається створенням творів від історико-біографічних романів про життєвий шлях певної особи і до фіктивно-біографічних історичних романів.